# Johann Klapper
Johann Iwan Klapper (ur. 1902, zm. ?) – zbrodniarz hitlerowski, członek załogi obozu koncentracyjnego Mauthausen-Gusen i SS-Rottenführer.
Członek SS. Od 18 czerwca 1944 do 13 kwietnia 1945 pełnił służbę jako kierownik komanda więźniarskiego Melk, podobozie KL Mauthausen. Klapper znęcał się okrutnie nad podległymi mu więźniami, szczując psem czy bijąc kolbą od karabinu. Brał on również udział w ewakuacji Melk do innego podobozu – Ebensee. Wówczas katował więźniów, którzy byli zbyt słabi by dalej maszerować.
Klapper został osądzony w procesie załogi Mauthausen-Gusen (US vs. Adolf Lehmann i inni) przed amerykańskim Trybunałem Wojskowym w Dachau i skazany na dożywotnie pozbawienie wolności.